# 藤本貫太郎
藤本 貫太郎（ふじもと かんたろう）は、NHKのアナウンサー。

## 人物・来歴
岡山県岡山市出身。
2023年4月NHKに入局。初任地は、岡山放送局。

## 嗜好・挿話
- 趣味は、音楽鑑賞・演奏、読書、辞書集め。
- 特技は英会話で、大学時代には英検一級を取得している。
- 大学時代は、英語で学ぶ4年間の学士課程プログラムの「グローバル・ディスカバリー・プログラム（GDP）」を受講した。その頃から「地元岡山への外国人移住者の増加・促進に関わる仕事に就きたい」と語っていた。
- NHKは令和改革により人事制度が改められ、藤本は地元である中国地方での勤務を希望。このため「地域勤務採用」となり、同期の多くと異なり地元岡山でキャリアをスタートさせることとなった。
- 2023年6月6日放送の『おはよう岡山』でテレビでの初鳴きを果たした[2][3]。

## 現在の担当番組
- 岡山県のニュース・気象情報・中継・リポート

## 過去の出演番組

### 岡山放送局時代（2023年度 - ）
- どーも、NHK（2023年5月28日・新人お披露目）
- もぎたて!
  - 勝呂恭佑の代理キャスター（2023年8月7日 - 8日）
- ラジオdeもぎたて!（2023年9月15日）
- お好み845（広島放送局への応援。2024年9月17日、2025年3月6日）